# Hyptis alata
Hyptis alata är en kransblommig växtart som först beskrevs av Constantine Samuel Rafinesque, och fick sitt nu gällande namn av Lloyd Herbert Shinners. Hyptis alata ingår i släktet Hyptis och familjen kransblommiga växter. Inga underarter finns listade i Catalogue of Life.

## Bildgalleri

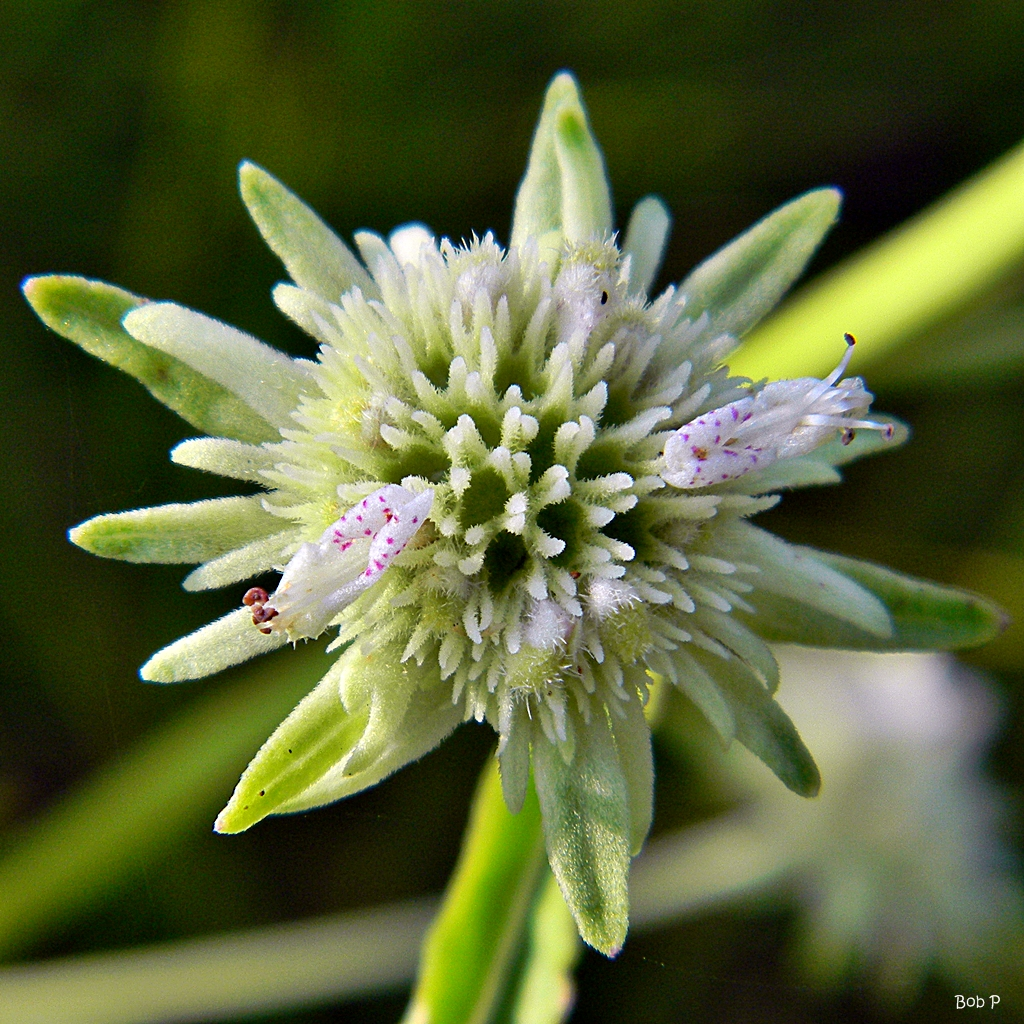